# Olsenbanden och Dynamit-Harry
Olsenbanden och Dynamit-Harry är en norsk film från 1970 regisserad av Ove Kant. Filmen är den andra i serien om Olsenbanden.

## Handling
Efter en tid innanför murarna samlas gänget igen. Egon förälskar sig och sätter en ny kurs för gänget, jobb och lön som alla andra. De blir anställda som städare på en bank, och när den blir utsatt för en kupp blir de misstänkta.

## Om filmen
Filmen är inspelad i Oslo och hade premiär den 10 augusti 1970.
Filmen är en norsk version av den danska filmen Olsen-banden på spanden från 1970.

## Rollista
- Arve Opsahl – Egon Olsen
- Carsten Byhring – Kjell Jensen
- Sverre Holm – Benny
- Harald Heide-Steen Jr. – Dynamit-Harry
- Aud Schønemann – Valborg
- Kari Simonsen – Bodil Hansen
- Sverre Wilberg – Hermansen
- Georg Richter – Kriminalchefen
- Willie Hoel – kafévärden
- Pål Johannessen – Birger
- Andy Andersen – Serafimo
- Dan Fosse – vakt i "Statsbanken"
- Birger Løvaas – underhållsinspektören
- Jon Berle – gangster i skjortärmarna
- Frode Birkeland – bryggeriförman
- Ola Isene – bryggeridirektören
- Ulf Wengård – Helmer
- Knut Bohwim – framgångsrik bankrånare
- Truls Olsen – bankkassör
- Trond Schea – polischaufför
- Kari-Laila Thorsen – gatuflicka